# Girardinus microdactylus
Girardinus microdactylus es una especie de peces de la familia de los pecílidos en el orden de los ciprinodontiformes.

## Morfología
Los machos pueden alcanzar los 3,3 cm de longitud total y las hembras los 6,3 cm.

## Distribución geográfica
Se encuentran en Cuba.